# Ermida de Nossa Senhora da Esperança (Feteira)
A Ermida de Nossa Senhora da Esperança é um templo cristão localizado na freguesia açoriana da Feteira, concelho de Angra do Heroísmo, ilha Terceira, Arquipélago dos Açores, Portugal.
A sua construção aconteceu por volta da segunda metade do século XVI.